# Kirche Heyda (Ilmenau)

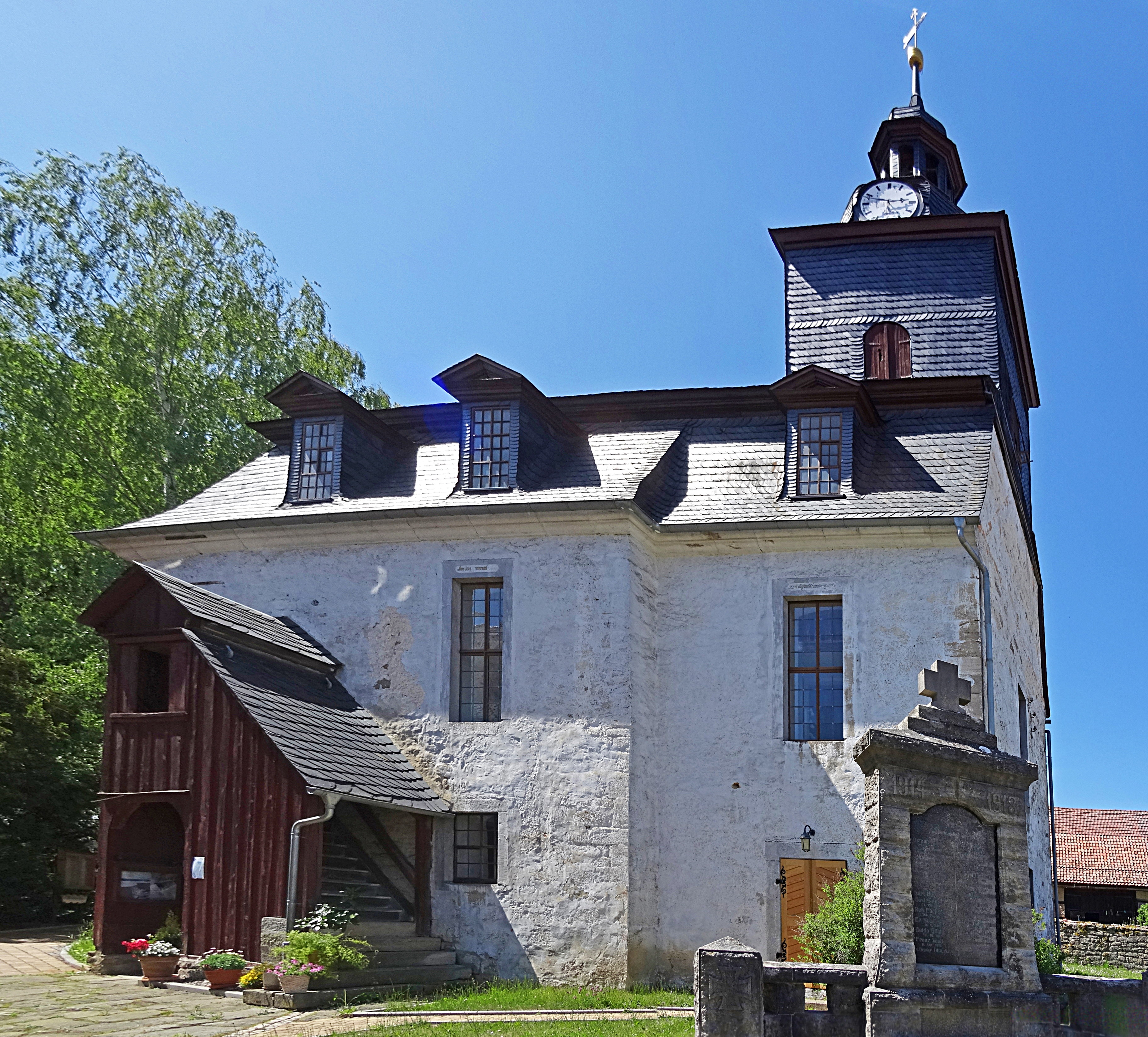
Kirche in Heyda (Ilmenau)

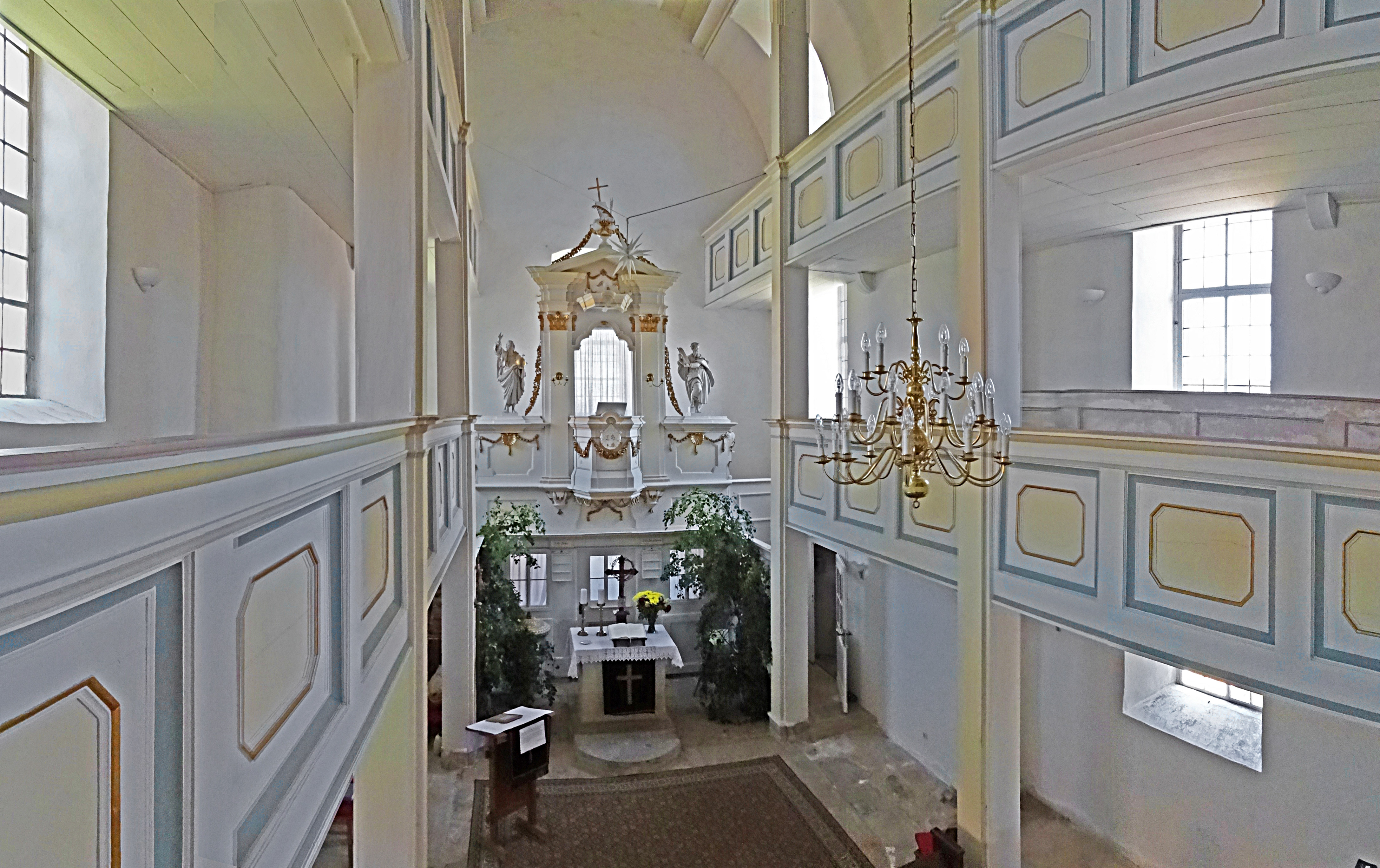
Innenansicht

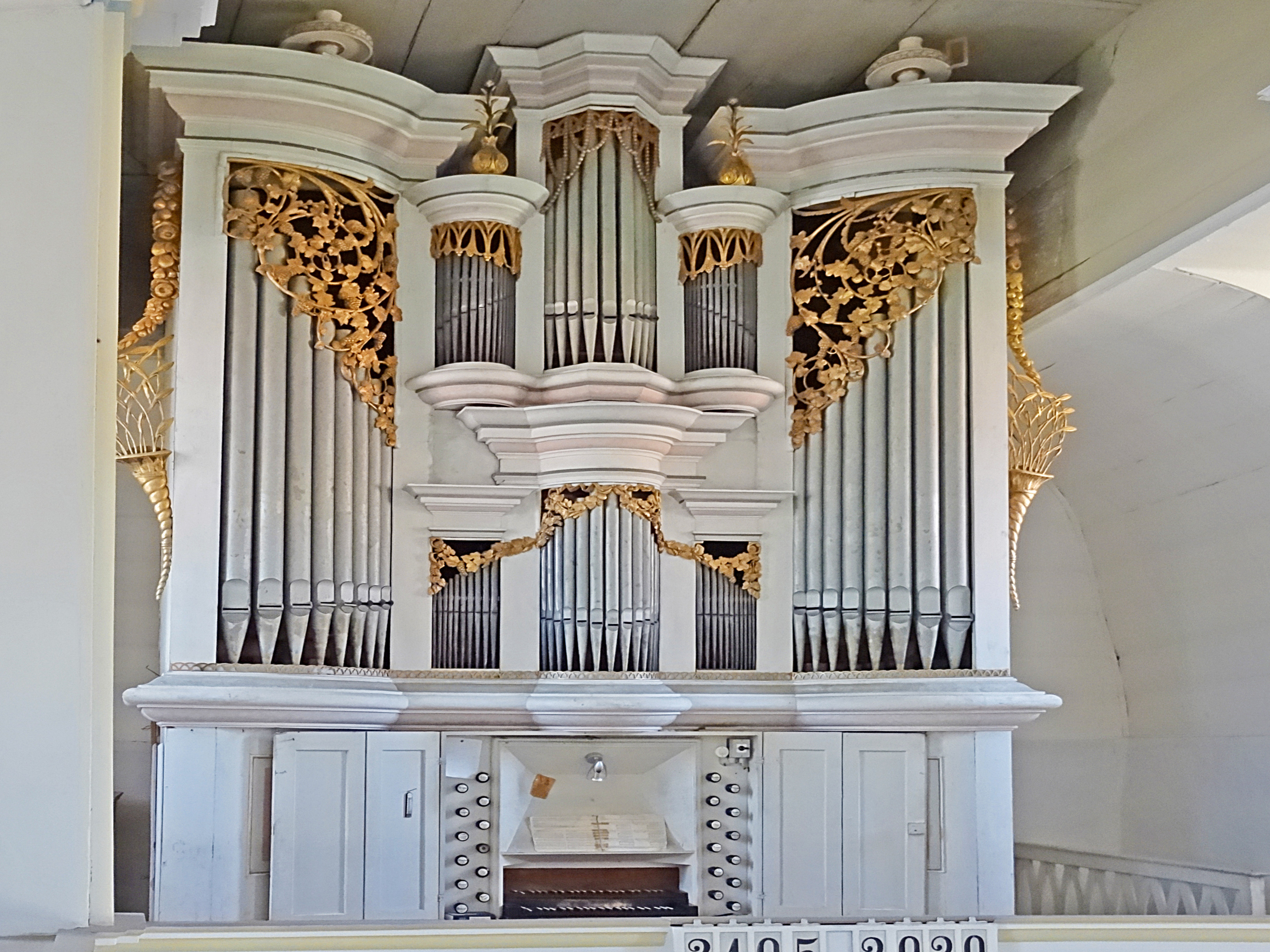
Orgelprospekt mit Schleierwerk

Die evangelisch-lutherische Kirche Heyda steht in der Martinrodaer Landstraße 7 von Heyda, einem Ortsteil der Stadt Ilmenau im Ilm-Kreis von Thüringen. Die Kirchengemeinde Heyda gehört zur Pfarrei Ilmenau-Unterpörlitz im Kirchenkreis Arnstadt-Ilmenau der Evangelischen Kirche in Mitteldeutschland.

## Geschichte
Eine erste verlässliche Nachricht über die Kirche stammt aus dem Jahre 1567 und findet sich in einer Urkunde des Großherzoglichen Archivs zu Weimar, betreffend die Errichtung der Zäune um den Pfarrhof. Urkundlich erwähnt ist auch das Gesuch des Vorstehers und der ganzen Gemeinde beim Hennebergischen Consistorium zu Meiningen vom 4. Oktober 1652, in dem das Abhalten einer Kollekte für den Bau der Kirche in Heyda beantragt wurde, zu finden im Landesarchiv Sachsen-Anhalt. Während des Dreißigjährigen Krieges wurde die Kirche geplündert und sie wurde baufällig. 1657 wurden dann die Bauarbeiten zur Wiederherstellung begonnen. 1714 wurde die Sanierung der Kirche abgeschlossen, eine entsprechende Inschrift findet sich am Südfenster. Die Malerarbeiten wurden erst 1722 beendet. Am 5. Juni 1724 fiel die neu aufgebaute Kirche einem Großbrand zum Opfer. Sie wurde jedoch nicht völlig zerstört. Noch im gleichen Jahr wurde die Kirche von Grund auf neu erbaut. Seit der Erbauung der Kirche im Jahr 1725 wurde diese mehrfach renoviert. Die letzten größeren Reparatur- und Innenrenovierungsarbeiten wurden 1997 begonnen und 2007 beendet. Die Sanierung 1997 umfasste die Neueindeckung von Dach und Kirchturm mit Schiefer und die Restaurierung des Turmes.

## Beschreibung
Die ursprüngliche Chorturmkirche des 17. Jahrhunderts wurde als barocke Saalkirche wieder aufgebaut, ältere Mauerreste wurden einbezogen. Sie hat einen eingezogenen rechteckigen Chor und einen Dachturm. Das Kirchenschiff trägt ein schiefergedecktes Walmdach. Die Portale und Fenster wurden bei dem Umbau im Jahre 1714 bzw. aus der Zeit nach dem Brand 1724 gebaut. Der Dachturm hat einen quadratischen Aufsatz, in dem sich der Glockenstuhl befindet, in dem drei Glocken hingen. Darüber thront eine achtseitige Haube, die von einer offenen Laterne bekrönt wird. Im Ersten Weltkrieg wurden die zwei kleinen Glocken für den Bau von Kanonen eingeschmolzen. 1926 erhielt der Turm wieder zwei neue Glocken, die aber im 2. Weltkrieg zur Herstellung von Kriegsmaterial eingeschmolzen wurden. Neue Glocken sind danach nicht wieder angeschafft worden, so dass heute nur noch eine Glocke aus den Jahren 1724/25 im Glockenstuhl hängt.
Der Innenraum ist in der Anlage romanisch. Er hat zweigeschossige Emporen ist mit einem hölzernen Tonnengewölbe überspannt. Der Kanzelaltar gehört zur Kirchenausstattung von 1724. Die Orgel der Gebrüder Wagner (vor 1800) hat heute 24 Register.